# 长沙市明德中学
28°07′19″N 112°57′54″E / 28.12181°N 112.96491°E
长沙市明德中学，曾名長沙市第三中學，位于长沙市天心区新韶西路豹子岭，是湖南省重点中学和首批省级示范性高中。由胡元倓在1903年创办，是湖南省最早的近代新式教育学校。

## 历史
1903年，胡元倓在长沙创建了私立中学明德学堂，并在其他地方创建了小学、大学等私立学校，实践癸卯学制。此后由于种种原因，只保留下了中学。
1904年，黄兴、陈天华等人在明德学堂创立反清组织“华兴会”，召集师生30余人参加，因此被称为“辛亥革命策源地”。
抗日战争期间，明德中学曾在8年内迁往霞岭、晓岚港、樟梅乡、蓝田，直到1946年3月才迁回长沙。

## 校训
坚苦真诚。

## 校友
- 蔣廷黻（1895年12月7日－1965年10月9日）：中華民國歷史學家、前中華民國駐美大使
- 黃少谷（1901年7月24日 - 1996年10月16日）：中華民國前外交部長、政務委員、行政院副院長、司法院長
- 易君左，中華民國作家
- 陶菊隐
- 安康，目前就职于昆山杜克大学